# Борсук Андрій Ігорович
Андрій Ігорович Борсук (нар. 16 грудня 1985, Київ) — український футболіст, універсал київського клубу «ХІТ». Гравець збірної України з пляжного футболу.
Почав заняття футболом у дитячій юнацькій школі «Динамо Київ», а потім перейшов в команду «Локомотив» Київ.

## Професіональний футбол

### Футзал
В 2009 році почав виступати за ФК «ХІТ», у складі якого займав друге місце в Бізнес лізі Києва сезонів — 2011—2012, 2012—2013. А також найкращий бомбардир Бізнес ліги Києва сезону 2011—2012.

### Пляжний футбол
З 2007 року грав за київську команду ФК «Плесо». Протягом 2009—2010 року був гравцем київської команди «БРР» в складі якої став найкращим нападником та срібним призером Чемпіонату України з пляжного футболу.
У складі збірної України з пляжного футболу грає з 2010 року, учасник чемпіонатів світу 2011, чемпіон Європи (2010) та бронзовий призер європейської першості (2012).
Учасник клубного чемпіонату світу 2011 у Бразилії в складі ПФК «Локомотив» (Москва), який зайняв четверте місце.
У сезоні 2013 року виступав одночасно за київський клуб «Артур М'юзік» і ПФК «Строгино» (Москва). А також у складі київської команди «Гріффін» став срібним призером Ліги чемпіонів по пляжному футболу та у складі «Артур М'юзік» посів перше місце в Чемпіонаті України з пляжного футболу.

## Освіта, особисте життя
Закінчив Національний технічний університет України «Київський політехнічний інститут» за спеціальністю інженер-технолог. Одружений, дочка Анна.